# (38059) 1999 CO38
1999 CO38 (asteroide 38059) é um asteroide da cintura principal. Possui uma excentricidade de 0.14535640 e uma inclinação de 4.39578º.
Este asteroide foi descoberto no dia 10 de fevereiro de 1999 por LINEAR em Socorro.